# تشارلي غاردينر
تشارلي غاردينر هو لاعب هوكي الجليد كندي، ولد في 31 ديسمبر 1904 في إدنبرة في المملكة المتحدة، وتوفي في 13 يونيو 1934 في وينيبيغ في كندا بسبب نزف مخي.

## وصلات خارجية
- تشارلي غاردينر على موقع دوري الهوكي الوطني (الإنجليزية)
- تشارلي غاردينر على موقع EliteProspects.com (الإنجليزية)
- تشارلي غاردينر على موقع HockeyDB.com (الإنجليزية)
- تشارلي غاردينر على موقع Hockey-Reference.com (الإنجليزية)